# Arrivano i gatti
Arrivano i gatti è un film del 1980 diretto da Carlo Vanzina.
Girata nel 1979, la pellicola è una commedia italiana che ha per protagonisti I Gatti di Vicolo Miracoli.

## Trama
Verona. Gli amici Jerry, Franco, Umberto e Nini mirano alla fama e alla fortuna: ognuno di loro conduce una vita frustrante in città, se non fosse per i rari spettacoli che fanno come passatempo nei circoli per anziani, dove riscuotono scarso successo. Ma finalmente per loro c'è l'occasione di sfondare: l'invito a Roma ad un provino per un casting di una neonata televisione privata, la New Telecineramek. La loro opportunità svanisce però con l'arresto del direttore dell'emittente per evasione fiscale, ma non si danno per vinti: decisi a tutto pur di sfondare nel mondo dello spettacolo, accettano l'aiuto di Felice, che li presenta a un capogruppo che li fa entrare finalmente a Cinecittà. Scambiati per equivoco per rapinatori in un supermercato, riescono finalmente ad apparire in TV.

## Produzione

### Cast
Terza regia di Carlo Vanzina, è il primo film in cui Diego Abatantuono appare con il personaggio del "terruncello". Durante le riprese Orchidea De Santis subì un grave infortunio cadendo in una botola.

### Riprese
Il film venne parzialmente girato in esterni nel centro storico di Verona, in Piazza dei Signori, sul Ponte di Castelvecchio, utilizzando comparse del posto. L'edificio di Roma dove ha sede la New Telecineramek è il medesimo utilizzato per girare le scene di Fantozzi quando questi si calava per prendere al volo l'autobus. Il campeggio dove i Gatti alloggiano nella loro trasferta romana, denominato nel film Park Hotel, era in realtà il Camping Fabulous del quartiere Casal Palocco. Nella sequenza della rapina al Silos viene fatto riferimento ad un supermercato sulla Cassia: in realtà nella zona non era presente alcun sito della scomparsa catena di supermercati, essendo i due punti vendita di distribuzione di Roma situati sull'Aurelia e sulla Laurentina (in quest'ultimo fu in realtà girata la scena). La parte finale di chiusura del film, dove il gruppo interpreta il brano italo disco Discogatto, venne girata nella discoteca romana Much More.

## Colonna sonora
La colonna sonora comprende tra le altre le canzoni Verona Beat, foto di una generazione che aveva vissuto i primi anni settanta dalla provincia, e la parodia della disco music, allora imperante, Discogatto. Questi brani erano stati pubblicati l'anno precedente nell'album omonimo I Gatti di Vicolo Miracoli.

## Distribuzione
Il film è uscito nelle sale il 13 febbraio 1980.

## Accoglienza

### Incassi
Il film riscosse un buon successo al botteghino, dove incassò circa 4 miliardi di lire, seppur quasi tutti nel nord Italia.

### Critica
La pellicola fu, nel complesso, stroncata dalla critica. Achille Valdata, critico dello spettacolo per La Stampa, la definì «una buffoneria un po' grezza di presa facile sul pubblico più giovane».
Giudizio sostanzialmente negativo confermato anche da FilmTv.it: «Saranno famosi, lo sappiamo...gli anni d'oro di Verona Beat raccontati con faciloneria. Il film è brutto ma i quattro Gatti, allora, furoreggiavano».
Diverso fu invece il giudizio dell'autore Gordiano Lupi che definì il film «folle e geniale, esilarante per la qualità delle battute, ma discontinuo, ben condotto da un regista che si limita ad assecondare l’estro dei quattro comici veronesi».